# Ivan Tomašić
Ivan Tomašić (u. poslije 1562.) bio je hrvatski povjesničar i kroničar. Bio je franjevac. 
Živio je u samostanu. Vjerojatno je bio članom hrvatske plemićke obitelji Tomašića.
Zapisao je ljetopis hrvatske povijesti do svoga vremena, pun svježine i napadno snažna hrvatskoga duha.
Za hrvatsku je povijest zanimljiv što spominje u svojem djelu Chronicon breve regni Croatiae dvije Hrvatske: superiores i inferiores partes Coruatie. Iz toga bi se dalo naslutiti da se Hrvatska u 15. i 16. stoljeću dijelila na gornju i dolnju. U znanstvenoj je zajednici postojala dvojba je li to bilo stvarno stanje ili Tomašićevo osobno mišljenje. Dvojbu je riješilo jedno pismo od 26. rujna 1469. u kojem je mletačka vlada napisala ser Joanni Aymo militi, oratori nostro in Hungaria, dakle svome poslaniku na ugarskome dvoru ovako: Intelleximus quoque, quantum scribitis, vobis dixisse regiam maiestatem de gentibus tenendis ad i 1 1 o s duos passus, que prohiberent, quod Turci venire non possent in Dalmatiam, Croatiam inferiorem sue maiestatis et Croatiam superiorem serenissimi imperatoris..., odnosno po tom mletačkom izvoru koji je nastao šest godina nakon što je Bosna pala pod Tursku, i oni razlikuju Hrvatsku na gornju i dolnju, odnosno Croatiam inferiorem i Croatiam superiorem, kao i Tomašić. Isti izvor tvrdi da je Croatia inferior onda pripadala ugarsko-hrvatskomu kralju Matiji Korvinu, dočim za Croatia superior da pripada serenissimi imperatoris odnosno njemačko-rimskom caru Fridriku III.! Ipak, ovo je jedini izvor koji govori o takvom nečemu. Nešto što upućuje na neku svezu Fridrika s Hrvatskom je ta što se je borio s Matijom Korvinom za ugarsko i hrvatsko prijestolje. Oba su se vladar pogodili 19. srpnja 1463. godine, no nije poznato jesu li onda podijelili među se vlast u hrvatskom kraljevstvu.
Tomašićev ljetopis bio je izvorom za Grobničko polje Dimitrija Demetra.